# T-42
Il T-42 è stato il progetto sovietico per un carro armato superpesante.

## Caratteristiche
Nel periodo tra le due guerre l'Unione Sovietica aveva lanciato degli studi per produrre dei nuovi carri e venne invitato il progettista tedesco Edward Grotte. Il progetto prevedeva di costruire un carro multitorretta con un peso di 100 tonnellate e le torrette posizionate in due livelli: cannone da 107 mm su quello superiore e armi secondarie su quello inferiore, e presentava una corazzatura che raggiungeva il limite massimo di 70 mm. Tuttavia la sua stazza richiedeva un motore di potenza 2000 hp, ancora non disponibile a quell'epoca e per questo sostituito da 2 motori da 1000 hp che comunque si limitavano a 27 km/h. Le sue dimensioni unite alla lentezza lo avrebbero reso un facile bersaglio anche per i cacciabombardieri, a cui si doveva aggiungere un alto costo per la produzione, motivi per cui si preferì costruire il T-35, anch'esso multitorretta e pesante 50 tonnellate.